# Розенталь (Москаленский район)
Розенталь — деревня в Москаленском районе Омской области России. Входит в состав Екатериновского сельского поселения. Население 390 чел. (2010) .

## История
В соответствии с Законом Омской области от 30 июля 2004 года № 548-ОЗ «О границах и статусе муниципальных образований Омской области» деревня вошла в состав образованного муниципального образования «Екатериновское сельское поселение».

## География
Розенталь находится на юге Западной Сибири.

## Население
| 2010 |
| ---- |
| 390  |

Гендерный состав
По данным Всероссийской переписи населения 2010 года в гендерной структуре населения из 390 человек мужчин — 188, женщин — 202	(48,2 и 51,8 % соответственно)
Национальный состав
Согласно результатам переписи 2002 года, в национальной структуре населения русские составляли 80 % от общей численности населения в 362 чел..

## Инфраструктура
Развитое сельское хозяйство. Личное подсобное хозяйство.

## Транспорт
стоит на автодороге «Москаленки — Гвоздевка» (идентификационный номер 52 ОП МЗ Н-204).